# 宝寿頌
VISAシアター 祝典花絵巻『宝寿頌』（ほうじゅしょう）は宝塚歌劇団の作品。12場。
星組公演。作・演出は植田紳爾。
併演作品は『PARFUM DE PARIS』。

## 解説
※『宝塚歌劇100年史（舞台編）』の宝塚大劇場公演参考。
新・宝塚大劇場の杮落としを祝って制作された舞踊ショー。
専科から春日野八千代と松本悠里ら7人と当時のトップスター3人（花組の安寿ミラ、月組の涼風真世、雪組の杜けあき）が日替わりで特別出演した。

## 公演期間と公演場所
- 1993年1月1日 - 2月15日　宝塚大劇場　＊新大劇場・こけら落とし公演
- 1993年4月4日 - 4月30日　東京宝塚劇場

## スタッフ
※氏名の後ろに「宝塚」、「東京」の文字がなければ両公演共通。
- 作曲・編曲：寺田瀧夫、吉田優子
- 音楽指揮：野村陽児（宝塚）、清川知巳（東京）
- 振付：花柳寿楽、花柳芳次郎、藤間勘十郎、西崎真由美
- 装置：渡辺正男
- 衣装：所治海、中川菊枝
- 照明：今井直次
- 小道具：伊集院徹也
- 効果：川ノ上智洋
- 鼓：藤舎呂悦
- 笛：藤舎貴生
- 振付補：美吉左久子
- 演出補：谷正純
- 演出助手：藤井大介、加藤誠
- 舞台進行：西原徳充
- 製作担当：伊藤万寿夫（東京）
- 制作：小林公一

## 主な配役

### 宝塚公演
- 在原業平、すみれの若衆S - 春日野八千代
- 踊る女、すみれの美女S - 松本悠里
- 宝寿の若衆S、水蓮の男、すみれの若衆 - 紫苑ゆう
- 美女S、水蓮の女、すみれの美女S - 白城あやか
- 美女S、紫陽の花の精 - 洲悠花
- 宝寿の若衆S、男雛、紫陽の若衆 - 麻路さき
- 美女、風神 - 葉山三千子
- 若衆A、歌手 - 一樹千尋
- 若衆A - 夏美よう、鞠村奈緒、千珠晄、英真なおき、希波千愛、千秋慎
- 美女、女雛、歌手 - 出雲綾
- 牡丹の精A - 羽衣蘭、乙原愛、万里柚美、朋舞花
- 若衆A、獅子 - 稔幸
- 若衆A、水蓮の男 - 絵麻緒ゆう、神田智
- 美女A、紫陽の女 - 城火呂絵、舞千鶴、高ひづる、星里未子
- 若衆A、雷神 - 麻月鞠緒

#### ゲスト出演
- 若衆S、踊る男、獅子 - 杜けあき（1月1日 - 1月10日）、安寿ミラ（1月11日 - 1月21日）、涼風真世（1月22日 - 1月31日）

### 東京公演の変更点
第一場 花夢幻
- 宝寿の若衆S - 紫苑ゆう
- カゲソロ - 出雲綾

第二場 祝典音頭
- 宝寿の若衆S - 麻路さき

第四場 春の海
- 踊る男 - 紫苑ゆう

※宝塚公演のようなゲスト出演なし。